# Belägringen av Hojujidono
Belägringen av Hōjūjidono 1184 var ett av många slag och skärmytslingar under Genpei-kriget, det japanska inbördeskriget 1180 – 1185 mellan Taira-klanen och Minamoto-klanen. Belägringen var en viktig händelse i kampen mellan Minamoto no Yoshinaka och hans kusiner Minamoto no Yoritomo och Minamoto no Yoshitsune om kontrollen av Minamoto-klanen.
När Yoshinaka återvände från Kyoto efter sina segrar i slaget vid Shinohara och Slaget vid Kurikara, bestämde han sig för att bryta sig ut från Minamoto-klanen. Han smidde planer tillsammans med Minamoto no Yukiie för att kidnappa kejsaren, Go-Shirakawa och upprätta ett eget styre i provinserna norr om Kyoto.
När planen skulle verkställas ställde emellertid inte Minamoto no Yukiie upp med utlovad hjälp.

## Slaget
Yoshinaka anföll Hōjūjidono, också kallat Hōjūji-palatset, dödade försvararna, satte eld på befästningen och kidnappade kejsaren. Bland försvararna fanns hovfolk och krigarmunkar (sōhei, 僧兵, bokstavligen ”krigarmunk”) från Hiei-bergen och Miidera.
Under tiden hade emellertid Minamotos samlade arméer marscherat upp runt huvudstaden. Dessa var under ledning av Minamoto no Yukiie, Minamoto no Yoritomo, Minamoto no Yoshitsune och Minamoto no Noriyori. I segerns stund fick därför Yoshinaka fly over Uji-bron, där han tidigare utkämpat det andra slaget om Uji (1184). 